# Visztik
A visztik, más néven tűznép (angolos írásmóddal: Wistie) a Csillagok háborúja elképzelt univerzumának egyik értelmes, röpképes és apró emberszerű népe.

## Leírásuk
A visztik az Endor bolygó erdőholdjának egyik őslakos értelmes népe. Apró és röpképes, majdnem emberi lények. Bőrszínük lehet: fehér, aranysárga, kék vagy vörös. Nagyon fényesek, csillogóak; távolról olyanok, mintha élő tűzlángok volnának, azonban kézbe lehet venni őket, mivel fényességük nem izzó parázsból származik, hanem egy kémiai reakcióról van szó, az úgynevezett biolumineszcenciáról. A szárnyak gyors verdesése azonban hőt termel. Amint az embereknek, a visztiknek is van fejük, testük, két kezük és két lábuk. Egyesek kezén három, míg másokén négy ujj van. Egyedenként a szárnyak száma változó. A fejükön nagy, előrenéző szemeik és feltűnően nagy szájuk van. Egyeseknek hajszerű képződményeik is vannak. Tetőtől talpig fényes aura veszi körül őket. Nagyon gyorsan tudnak mozogni. Amikor le is szállnak, nem képesek mozdulatlanul ülni, ide-oda hajlonganak. Szilárd anyagból vannak, tehát kalitkába lehet zárni őket, vagy kis láncokkal leláncolhatók.
Az anyabolygójukon az erdők mélyén élnek, sokszor az ewokokkal barátkoznak; egyébként a két faj már Y. e. 3640 óta ismeri egymást. Anyanyelvük a viszti nyelv, de apró méreteik miatt alig érthető, hogy miket, hogyan mondanak; emiatt sokáig állatszerűeknek vagy félértelmes lényeknek gondolták a visztiket. A galaktikus közös nyelvben a nevük nőnemű népre utal; mivel tévhitek szerint csak nőnemű egyedeik vannak. Mivel fényességük és apróságuk miatt nagyon érdekesek, a feketepiacon nagy a keresletük. Sok viszti végzi rabszolgasorsban, háziállatként, valakinek a kalitkájában. A Tatuinon lakó Gardulla hutt tulajdonában is van egy viszti raj.
A visztik a fölösleges energiájukat át tudják adni az Erő-érzékeny sunstar ékköveknek.

## Megnevezett visztik
- Izrina – nő; népének a királynője a galaktikus polgárháború idején
- Zrani – nő; Agluk a dulok fogságba ejtette

## Megjelenésük a filmekben, könyvekben, videójátékokban
A visztiket „A bátrak karavánja” (The Ewok Adventure) című tévéfilmben láthatjuk először. Továbbá könyvekben, képregényekben és videójátékokban is találkozhatunk ezzel a fényes aprónéppel.

## Fordítás
- Ez a szócikk részben vagy egészben a Wistie című Wookieepedia-szócikk fordítása. Az eredeti cikk szerkesztőit annak laptörténete sorolja fel.